# Palude di Osalla
La palude di Osalla è una zona umida situata nel comune di Orosei, in prossimità della costa orientale della Sardegna.

Con la direttiva comunitaria n. 92/43/CEE "Habitat" viene riconosciuta come sito di interesse comunitario (SIC ITB020013) e inserito nella rete Natura 2000 con l'intento di tutelarne la biodiversità, attraverso la conservazione dell'habitat, della flora e della fauna selvatica presenti. Condivide la stessa area SIC con la foce del Cedrino e lo stagno di Avalè - Su Pedrosu.